# The Ward - Il reparto
The Ward - Il reparto (The Ward) è un film del 2010 diretto da John Carpenter.
Interpretato da Amber Heard, Danielle Panabaker, Mika Boorem e Jared Harris, il film segna il ritorno di Carpenter alla regia di un lungometraggio horror, a circa dieci anni di distanza da Fantasmi da Marte.
La premiere avviene insolitamente in Malaysia il 10 marzo 2011.

## Trama
(Iris (a Kristen))
1966: Kristen ha un'amnesia dopo aver dato fuoco ad una fattoria, apparentemente senza motivo. Viene quindi rinchiusa nel reparto psichiatrico di un ospedale affinché possa essere curata: qui ha modo di conoscere il responsabile, il dottor Stinger, vari infermieri e le sue compagne di reparto, Zoey, Emily, Iris e Sarah, ciascuna con una personalità ben distinta e spesso  in contrasto fra di loro. A Kristen viene assegnata una stanza e, durante la notte, le sembra che qualcuno vi si introduca: sia le altre pazienti che il personale non vogliono tuttavia fornirle risposte in merito. Kristen cerca di documentarsi su una ragazza, che vede di tanto in tanto passeggiare nel corridoio in orari in cui tutte loro dovrebbero stare confinate nelle loro camere, cercando di capire come fare a ottenere questo privilegio; tuttavia questa ragazza sembra non esistere e nessuna gode di alcun tipo di privilegio.
Alcuni giorni dopo, Kristen ha la visione di un fantasma di nome Alice che la attacca mentre lei e le sue compagne stanno facendo una doccia. Viene dunque curata con l'elettroshock, pratica alla quale sono sottoposte anche alcune delle sue compagne che ne parlano con sdegno durante una seduta di gruppo, a cui prendono parte insieme al dottor Stringer. Kristen inizia a indagare su Alice e Tammy, entrambe ex pazienti e quest'ultima ex inquilina della sua stessa stanza: le ragazze sembrano essere scomparse nel nulla, senza aver mai davvero lasciato il reparto. Successivamente sparisce anche  Iris, che crede di stare per uscire dal reparto in quanto guarita. Dopo che il dottor Stringer ha analizzato il suo album di disegni, la ragazza quando è sola, viene rapita dal fantasma di Alice che l'assassina barbaramente. Il personale dell'ospedale dice alle ragazze, che Iris è stata effettivamente dimessa ma Kristen non crede a questa versione, perché la ragazza ha lasciato lì il suo amato album da disegno.
Terrorizzata dal fantasma di Alice, Kristen decide di tentare la fuga e convince Emily ad andare con lei, ma vengono entrambe fermate dal personale, dopo aver raggiunto la sala d'ingresso dell'ospedale, durante la fuga Kristen raggiunge l'obitorio, ma non trova il cadavere di Iris e improvvisamente si ritrova sola, anche se Emily confessa di essere stata trovata dagli infermieri . Kristen si ritrova di nuovo nella sua camera, sempre più convinta che ci sia qualcosa che non va nel reparto. Qualche giorno dopo anche Sarah sparisce, uccisa da Alice. Kristen capisce che le altre pazienti sanno qualcosa e pretende che le dicano la verità. Zoey ed Emily le raccontano che Alice era una loro compagna, una paziente molto cattiva, e che per questo era stata uccisa da tutte loro di comune accordo. Ora il suo fantasma di si sta vendicando uccidendole una alla volta. Mentre Kristen si interroga sul perché il fantasma possa avercela anche con lei, Alice uccide Emily davanti a lei e Zoey.
Kristen cerca di nuovo di scappare, questa volta fingendo di minacciare Zoey, puntandole alla gola il coltello lasciato da Alice. Il personale riesce a fermarla e la rinchiude nella sua camera, ma Kristen riesce a liberarsi e, raggiunto il piano dove Stinger ha l'ufficio, assiste alla morte di Zoey per mano di Alice. Però una volta seguite nello studio del dottore, scompaiono entrambe, compresa la scia di sangue del cadavere. A questo punto Kristen obbliga il medico a rivelarle la verità, puntandogli un vetro alla gola. Il medico rivela che Kristen in realtà non esiste, è solo una delle tante personalità di Alice, una ragazza traumatizzata da un abuso subito da bambina e che per lo choc ha sviluppato una serie di personalità multiple. Le spiega che è stata Alice a bruciare la fattoria perché quello era il luogo dove era stata rinchiusa. Nel reparto c'era solo lei, mentre Zoey, Iris, Emily e Sarah erano le sue varie personalità, infatti nessuna di loro ricordava il suo passato o il suo cognome e il medico era l'unico che parlava con tutte insieme. Gli omicidi erano dunque un effetto della terapia per far sì che Alice prendesse di nuovo possesso della sua mente eliminando una dopo l'altra le personalità multiple. Il medico rivela che Tammy era la personalità eliminata per prima, ma che la sua sparizione aveva fatto nascere la personalità di Kristen, quella più combattiva e ribelle, vero motivo del suo comportamento. Messa di fronte a questa verità Alice aggredisce Kristen che alla fine soccombe. Eliminata anche l'ultima delle sue personalità Alice riprende finalmente il controllo di se stessa, sembra guarita e può ricongiungersi con i genitori. Quando però viene dimessa, la personalità di Kristen riemerge e vuole avere di nuovo la meglio su di lei.

## Produzione
John Carpenter è considerato uno dei più grandi maestri dei generi, thriller, horror e sci-fi eppure si è allontanato dalla produzione cinematografica da oltre 10 anni probabilmente anche per mancanza di un adeguato supporto da parte degli studios di Hollywood. Negli ultimi vent'anni ha preferito dedicarsi (insieme al figlio) alla musica (con albi quali Lost Themes, Lost Themes II, Lost Themes III) e alla produzione di fumetti in cui ha anche inserito script in origine concepiti per il grande schermo. La produzione dei comic è affidata ai Boom!Studios e poi ad una sezione dedicata a loro dalla Storm King Production fondata nel 2013. La sceneggiatura del film è stata sviluppata da Michael e Shawn Rasmussen e può contare su un budget limitato anche per la difficoltà a raccogliere fondi presso le grandi major.
Il film è stato girato in diverse località dello Stato di Washington, tra cui Spokane, e a Des Moines in Iowa. La maggior parte della pellicola è però ambientata all'Eastern State Hospital a Medical Lake che funge da istituto psichiatrico dove si ritrova rinchiusa la protagonista Kristen (contro la sua volontà), anzi non ricorda neppure come e perché si trovi in quell'inaccessibile clinica/prigione. L'ambientazione in una vera clinica (siamo negli anni sessanta) contribuisce a donare realismo alla storia che vede protagoniste altre 4 pazienti incapaci però di fornire delle risposte alla protagonista e confuse quanto lei.
Il regista decide di tornare dietro la macchina da presa in quanto è affascinato dal fatto che l'intero lungometraggio si svolge in un unico ambiente come avviene in diversi suoi film di culto quali Distretto 13 - Le brigate della morte, La cosa, Il seme della follia. Questo gli permette di creare una forte componente claustrofobica che serve ad amplificare le presunte paranoie di Kristen e l'ossessione per una fuga. Inoltre Carpenter ha potuto affrontare il contrasto che avviene tra forze opposte e la stessa psiche umana in un ambiente circoscritto e apparentemente senza vie di fuga. Lo scontro ha (come in altri suoi film, 1997: Fuga da New York ne è un fulgido esempio) un tempo limitato in quanto le altre pazienti cominciano a scomparire e Kristen si rende conto di non poter tergiversare. Il film è quindi un prodotto con espliciti riferimenti a registi quali Alfred Hitchcock, Ingmar Bergman e altre opere dello stesso Carpenter.
Per la sua produzione sono stati investiti 10 milioni di dollari. Il film nonostante il budget limitato ha incassato solo 5 milioni di dollari risultando uno dei maggiori flop di Carpenter. Questo non ha aiutato il rilancio della sua carriera da cineasta e a tuttora (al 2025) rimane il suo ultimo lungometraggio.

## Cast e personaggi
- Kristen è impersonata dall'attrice Amber Heard. È aggressiva, non rispetta le regole e cerca con tutte le sue forze di scoprire la verità e uscire dalla casa di cura.
- Emily è la più scontrosa e la meno incline a seguire regole o imposizioni. Viene interpretata da Mamie Gummer.
- Sarah è frivola, vuole essere seducente ed è interpretata da Danielle Panabaker.
- Zoey è invece una paziente infantile, introversa e traumatizzata, ben rappresentata dall'attrice Laura-Leigh.
- Iris è quella artisticamente più talentuosa e visionaria, interpretata da Lyndsy Fonseca.
- Alice è una paziente misteriosamente scomparsa che però ha un ruolo fondamentale a livello narrativo in quanto compare in diversi flashback della stessa protagonista Kristen. Il ruolo è dell'attrice Mika Boorem.
- Il Dottor Stringer è il responsabile delle cure psichiatriche delle pazienti. Apparentemente freddo e distaccato ha invece a cuore la guarigione della protagonista. È interpretato dall'attore Jared Harris.

## Distribuzione
Il film è stato presentato in anteprima il 13 settembre 2010 al Toronto International Film Festival. È stato distribuito nelle sale del Regno Unito il 21 gennaio 2011, con il divieto ai minori di 15 anni. In Italia la distribuzione è avvenuta il 1º aprile 2011 a cura della BiM Distribuzione ed è stato vietato ai minori di 18 anni per le svariate scene splatter, torture e scene di violenza, mentre l'uscita negli Stati Uniti è avvenuta direttamente su home video, a causa del flop in Europa. Per quanto riguarda il Vecchio Continente, in Italia (1 aprile 2011) incassa oltre 200 mila dollari. Seguono la Germania con poco più di 80 mila dollari, la Turchia con 45 mila dollari, la Grecia con circa 31 mila dollari, la Grecia e il Portogallo si assestano tra i 16 e 17 mila dollari. La sua premiere di maggior successo è in Russia (16 giugno 2011) dove incassa 396 mila dollari.
Dopo il breve passaggio cinematografico, in quei paesi nei quali è avvenuto, il film è ora disponibile in streaming su Rakuten TV, Google Play, Prime video, Apple TV, RAI Movie.

## Accoglienza

### Critica
Sull'aggregatore Rotten Tomatoes il film riceve il 32% delle recensioni professionali positive con un voto medio di 4,5 su 10 basato su 72 critiche, mentre su Metacritic ottiene un punteggio di 38 su 100 basato su 18 critiche.

### Pubblico
Sommando i risultati ottenuti nei paesi in cui ha goduto di distribuzione cinematografica, il film ha incassato 5,3 milioni di dollari al botteghino.